# Мег Кабът
Мег Кабът (на английски: Meg Cabot) е американска писателка на бестселъри в жанра любовен роман, романтичен трилър и чиклит. Писала е и под псевдонима Патриция Кабът (Patricia Cabot) за исторически любовни романи, и като Джени Карол (Jenny Carroll) за поредицата „Медиатор“ и „Re: Някой като теб“. В България е издадена и като Мегън Кабът.

## Биография и творчество
Мегън „Мег“ Патриция Кабът е родена на 1 февруари 1967 г. в Блумингтън, Индиана, САЩ. Баща ѝ е преподавател по бизнес и компютърни науки в колежа, а майка ѝ е илюстратор. След гимназията живее в Гренобъл, Франция, и Кармел, Калифорния, а през 1991 г. завършва Университета на Индиана с бакалавърска степен по изящни изкуства.
Премества се в Ню Йорк, за да преследва кариера на илюстратор, но няма успех. За да се издържа, работи като помощник-управител на общежитието за първокурсници на Нюйоркския университет в периода 1991 – 2000 г. Започва да пише като хоби и емоционален отдушник.
На 1 април 1993 г. се омъжва за Бенджамин Егнац, писател в областта на финансите.
Първият ѝ исторически любовен роман „Където розите израстват диви“ (Where the Roses Grow Wild) е издаден през 1998 г. под псевдонима Патриция Кабът.
През 2000 г. е изданен романът ѝ „Земя на сенките“ (Shadowland) от поредицата „Медиатор“.
Големият ѝ успех идва през 2000 г. с романа „Дневниците на принцесата“ от едноименната поредица. Главната героиня е обикновена тийнейджърка, която е изненадана и потресена, научавайки, че е наследник на трона на малкото европейско царство Женовия. Книгата, насочена със своя хумор и общочовешки ценности към всички възрасти, става бестселър № 1 и я прави известна. През 2001 г. романът е екранизиран в много успешния едноименен филм с участието на Ан Хатауей и Джули Андрюс. През 2004 г. е филмирано продължението му „Дневниците на принцесата 2: Кралски бъркотии“.
След първата част на поредицата тя се посвещава изцяло на плодовитата си писателска кариера. Пише много паранормални любовни романи и романтични трилъри.
Произведенията на писателката често са в списъците на бестселърите. Те са преведени на 38 езика и са издадени в над 25 милиона екземпляра по света.
Мег Кабът живее със семейството си в Ню Йорк и Кий Уест, Флорида.

## Произведения

### Като Мег Кабът

#### Самостоятелни романи
- Nicola and the Viscount (2002)
- She Went All the Way (2002)
- Victoria and the Rogue (2003)
- Teen Idol (2004)
- Avalon High (2005)
- How to Be Popular (2006)
- Pants on Fire (2007) – издаден и като Tommy Sullivan Is a Freak
- Jinx (2007)
- Ransom My Heart (2009) – с Миа Термополис

#### Серия „Медиатор“ (Mediator)
част от поредицата като Джени Карол
1. Shadowland (2000)
2. Ninth Key (2001)
3. Reunion (2002) – издаден и като Mean Spirits
4. Mean Spirits (2009)
5. Darkest Hour (2001) – издаден и като Young Blood
6. Haunted (2003) – издаден и като Grave Doubts
7. Twilight (2004) – издаден и като Heaven Sent
8. Remembrance (2016)

#### Серия „Дневниците на принцесата“ (Princess Diaries)
1. The Princess Diaries (2000)
Дневниците на принцесата, изд.: „Либра Пъблишинг“, София (2002), прев. Златина Тенева
2. Princess in the Spotlight (2001) – издаден и като Take Two / A Royal Disaster
3. Princess in Love (2001) – издаден и като Princess in the Middle
4. Princess in Waiting (2002) – издаден и като Royally Obsessed
5. Princess in Pink (2003) – издаден и като Prom Princess
6. Princess in Training (2004) – издаден и като Sixsational
7. Party Princess (2006) – издаден и като Royal Rebel
8. Princess On the Brink (2006) – издаден и като After Eight / Royal Scandal
9. Princess Mia (2007) – издаден и като To the Nines / Bad Heir Day
10. Forever Princess (2009) – издаден и като Ten Out of Ten / Crowning Glory
11. Royal Wedding (2015)

- Project Princess (2003)
- The Princess Present (2004)
- Sweet Sixteen Princess (2006)

#### Серия1-800-Where-R-You– като Джени Карол
1. When Lightning Strikes (2001)
2. Code Name Cassandra (2001)
3. Safe House (2002)
4. Sanctuary (2002)
5. Missing You (2006)

#### Серия „Момчето“ (Boy)
1. The Boy Next Door (2002) – издаден и като The Guy Next Door
Re: Някой като теб, изд.: „Интенс“, София (2003), прев. Юрий Лучев
2. Boy Meets Girl (2004)
3. Every Boy's Got One (2004)
4. The Boy Is back (2016)

#### Серия „Американско момиче“ (All-American Girl)
1. All-American Girl (2002)
2. Ready Or Not (2005)

#### Серия „Загадките на Хедър Уелс“ (Heather Wells Mysteries)
1. Size 12 Is Not Fat (2005)
2. Size 14 Is Not Fat Either (2006)
3. Big Boned (2007) – издаден и като Size Doesn't Matter
4. Size 12 and Ready to Rock (2012)
5. Size 12 Is The New Black (2013) – издаден и като The Bride Wore Size 12

#### Серия „Кралица на брътвежа“ (Queen of Babble)
1. Queen of Babble (2006)
2. In the Big City (2007)
3. Queen of Babble Gets Hitched (2008)

#### Серия „Авалон Хай: Коронацията“ (Avalon High: Coronation)
1. The Merlin Prophecy (2007)
2. Homecoming (2007)
3. Hunter's Moon (2009)

#### Серия „Правилата на Али Финкъл за момичета“ (Allie Finkle's Rules for Girls)
1. Moving Day (2008)
2. The New Girl (2008)
3. Best Friends And Drama Queens (2009)
4. Stage Fright (2009)
5. Glitter Girls And The Great Fake Out (2010) – издаден и като Glitter Girls
6. Blast From the Past (2010)

#### Серия „Вятърничавата“ (Airhead)
1. Airhead (2008)
2. Being Nikki (2009)
3. Runaway (2010)

#### Серия „Неутолим“ (Insatiable)
1. Insatiable (2010)
2. Overbite (2011)

#### Серия „Царството на Хадес“ (Abandon)
1. Abandon (2011)
Пленница на смъртта, изд.: ИК „Ентусиаст“, София (2013), прев. Мариана Христова
2. Underworld (2012)
3. Awaken (2013)

#### Сборници
- Girls' Night in (2000) – с Джесика Адамс, Кати Кели, Мариан Кийс, Софи Кинсела, Криси Манди, Сара Млиновски, Фрея Норт, Фиона Уолкър и Джен Уайнър
- Shining on (2006) – с Малъри Блекман, Мелвин Бърджис, Ан Файн, Кати Хопкинс, Сю Лимб, Силия Рийс, Мег Розоф, Роузи Ръштън и Жаклин Уилсън
- Prom Nights from Hell (2007) – с Ким Харисън, Мишел Джафи, Стефани Майър и Лорън Миракъл
„Дъщерята на унищожителя“ в Абитуриентски балове в Ада, изд.: ИК „Панорама груп“, София (2010), прев. Мариана Христова
- Midnight Feast (2011) – с Оуън Колфър, Антъни Хоровиц, Гарт Никс, Луиз Ренисън и Дарън Шан
- Cosmo's Sexiest Stories Ever (2011) – с Джейн Грийн и Дженифър Уайнър

#### Документалистика
- Everything I Needed to Know About Being a Girl I Learned from Judy Blume (2007) – с Бет Кендрик, Джули Кенър, Кара Локууд и Дженифър О'Конъл

### Като Патриция Кабът

#### Самостоятелни романи
- Where the Roses Grow Wild (1998)
- Portrait of My Heart (1999)
- An Improper Proposal (1999)
- A Little Scandal (2000)
- Lady of Skye (2000)
- Educating Caroline (2001)
- Kiss the Bride (2002)

### Екранизации
- 2001 Дневниците на принцесата – по романа
- 2003 – 2006 1-800-Missing – тв сериал, 55 епизода, по поредицата
- 2004 Дневниците на принцесата 2: Кралски бъркотии – герои
- 2005 Ледена принцеса – история
- 2010 Avalon High – тв филм